# Бедулешть (Димбовіца)
Бедулешть, Бедулешті (рум. Bădulești) — село у повіті Димбовіца в Румунії. Адміністративний центр комуни Крингуріле.
Село розташоване на відстані 74 км на північний захід від Бухареста, 23 км на південний захід від Тирговіште, 125 км на північний схід від Крайови, 102 км на південь від Брашова.

## Населення
За даними перепису населення 2002 року у селі проживали 567 осіб, з них 566 осіб (99,8%) румунів. Усі жителі села рідною мовою назвали румунську.